# Szivárványpitta
A szivárványpitta (Pitta iris) a madarak osztályának verébalakúak (Passeriformes)  rendjébe és a pittafélék (Pittidae) családjába tartozó faj.

## Rendszerezése
A fajt John Gould angol ornitológus írta le 1842-ben.

## Alfajai
- Pitta iris iris Gould, 1842
- Pitta iris johnstoneiana Schodde & I. J. Mason, 1999[2]

## Előfordulása
Ausztrália északi részén honos. Természetes élőhelyei a szubtrópusi vagy trópusi síkvidéki esőerdők, száraz erdők és mangroveerdők, valamint cserjések és ültetvények. Állandó, nem vonuló faj.

## Megjelenése
Testhossza 18 centiméter, testtömege 60-65 gramm. Bársonyos fekete fején, vörösesbarna sávot visel mindkét oldalán, zöld háta, halvány kék válla és olajzöld farka van. A szeme barna, csőre fekete, lábai rózsaszínűek. Nemek hasonlóak, a nőstény valamivel kisebb, és tompább színű, mint a hím.
|  |

## Életmódja
Ízeltlábúakkal, férgekkel, csigákkal, rovarokkal és pókokkal táplálkozik.

## Szaporodása
Fészekalja 3-4 krémszínű tojásból áll.

## Természetvédelmi helyzete
Az elterjedési területe nagyon nagy, egyedszáma ugyan csökken, de még nem éri el a kritikus szintet. A Természetvédelmi Világszövetség Vörös listáján nem fenyegetett fajként szerepel.